# 핀란디아 송가
핀란디아 송가는 장 시벨리우스의 교향시 핀란디아 중 일부를 따로 때내어 만든 노래이다.
핀란드 작곡가 장 시벨리우스(Jean Sibelius)가 1899년과 1900년에 쓴 애국적인 교향시 핀란디아(Finlandia)의 고요한 찬송가 같은 부분을 나타낸다. 나중에 작곡가가 독립형 작품으로 재작업했다. 베이코 안테로 코스켄니에미(Veikko Antero Koskenniemi)가 1940년에 작곡한 이 곡은 핀란드의 가장 중요한 국민 노래 중 하나이다. 핀란드의 공식 국가는 아니지만 지속적으로 제안되었다.
곡의 다른 주요 용도로는 여러 기독교 찬송가와 기타 국가 노래가 있다.